# Delphinium pseudothibeticum
Delphinium pseudothibeticum är en ranunkelväxtart som beskrevs av Wen Tsai Wang och M.J. Warnock. Delphinium pseudothibeticum ingår i släktet storriddarsporrar, och familjen ranunkelväxter. Inga underarter finns listade i Catalogue of Life.